# Cyanopepla julia
Cyanopepla julia är en fjärilsart som beskrevs av Druce 1853. Cyanopepla julia ingår i släktet Cyanopepla och familjen björnspinnare. Inga underarter finns listade i Catalogue of Life.